# Basketbol'nyj klub Zenit Sankt-Peterburg
Il B.K. Zenit Sankt-Peterburg è una società cestistica avente sede nella città di San Pietroburgo, in Russia. Disputa le partite interne nella Sibur Arena, che ha una capacità di 7.044 spettatori.

## Storia
Fondata nel 2003 come Dynamo Moskovskaja oblast', nel maggio del 2007 si trasferì a Ljubercy assumendo il nome di Triumf Ljubercy e partecipando al campionato russo e alla VTB United League.
Nel luglio 2014 la squadra venne trasferita a San Pietroburgo, assumendo la denominazione attuale.

## Roster 2021-2022
Aggiornato all'8 aprile 2022.
|    | Naz.                                           | Ruolo | Sportivo        | Anno | Alt. | Peso |  |
| -- | ---------------------------------------------- | ----- | --------------- | ---- | ---- | ---- |  |
| 1  | Stati Uniti (bandiera)                         | PG    | Tyson Carter    | 1998 | 193  | 79   |  |
| 2  | Stati Uniti (bandiera)                         | PG    | Jordan Loyd     | 1993 | 193  | 95   |  |
| 3  | Russia (bandiera)                              | G     | Denis Zacharov  | 1993 | 193  | 87   |  |
| 4  | Russia (bandiera)                              | P     | Andrej Toptunov | 2002 | 183  | 75   |  |
| 7  | Russia (bandiera)                              | G     | Sergej Karasëv  | 1993 | 201  | 95   |  |
| 8  | Russia (bandiera)                              | A     | Igor' Vol'chin  | 1997 | 199  | 88   |  |
| 9  | Russia (bandiera)                              | G     | Dmitrij Kulagin | 1992 | 197  | 89   |  |
| 12 | Stati Uniti (bandiera)                         | PG    | Billy Baron     | 1990 | 188  | 88   |  |
| 13 | Stati Uniti (bandiera)                         | AG    | Aaron Carver    | 1996 | 201  | 102  |  |
| 14 | Russia (bandiera)                              | AC    | Anton Puškov    | 1988 | 208  | 100  |  |
| 17 | Russia (bandiera)                              | AG    | Maksim Karvanen | 1999 | 203  | 95   |  |
| 20 | Russia (bandiera)                              | A     | Andrej Zubkov   | 1991 | 205  | 100  |  |
| 22 | Stati Uniti (bandiera)                         | A     | Alex Poythress  | 1993 | 206  | 107  |  |
| 44 | Russia (bandiera)                              | G     | Egor Vjal'cev   | 1985 | 193  | 88   |  |
| 55 | Stati Uniti (bandiera)                         | AG    | Jordan Mickey   | 1994 | 203  | 107  |  |
| 67 | Stati Uniti (bandiera) · Porto Rico (bandiera) | P     | Shabazz Napier  | 1991 | 183  | 79   |  |
| 70 | Russia (bandiera)                              | PG    | Vitalij Fridzon | 1985 | 193  | 88   |  |

### Staff tecnico
| Allenatore: | Xavi Pascual                                              |
| Assistenti: | Adamantios Panagiōtopoulos, Sergej Voznjuk, Íñigo Zorzano |

## Palmarès
- VTB United League: 1

2021-2022
- Coppa di Russia: 1

2023-2024
- Supercoppa VTB United League: 2 (record)

2022, 2023